# Trafficanti di morte
Trafficanti di morte (Sunset Grill) è un film del 1993 diretto da Kevin Connor.
È un film thriller statunitense dai tratti gialli e noir con Peter Weller, Lori Singer e Stacy Keach.

## Trama
Ryder Hart è un investigatore privato ed ex agente di polizia che è sfortunato e beve troppo. La sua ex moglie Anita gestisce un bar e un ristorante chiamato Sunset Grill. Anita è sentimentalmente coinvolta con Jeff Carruthers, un detective della polizia di Los Angeles che in precedenza ha lavorato con Hart.
Carruthers presenta Hart a un ricco uomo d'affari, Harrison Shelgrove, e alla sua seducente assistente Loren. Quando qualcuno vicino a loro viene ucciso, Hart e Carruthers si alleano per cercare di risolvere il crimine.
Nel corso delle loro indagini scoprono un altro mistero che coinvolge gli immigrati clandestini dal Messico, tra cui due che lavoravano al "Sunset Grill".

## Produzione
Il film, diretto da Kevin Connor su una sceneggiatura di Marcus Wright e Faruque Ahmed con il soggetto di Chip Walter, fu prodotto da Faruque Ahmed e Wayne Morris per la New Line Cinema tramite la Movie Group.

## Distribuzione
Il film fu distribuito negli Stati Uniti dal 3 marzo 1993 (anteprima) al cinema dalla New Line Cinema con il titolo Sunset Grill.
Alcune delle uscite internazionali sono state:
- in Germania il 22 marzo 1993 (Organiac)
- in Portogallo (A Vingança Serve-se Quente)
- in Italia (Trafficanti di morte)

## Promozione
La tagline è: "For years private eye Ryder Hart lived on the edge. Tonight he'll cross the line.".

## Critica
Secondo MYmovies "protagonisti di buona fama (Peter Weller, Robocop, e Lory Singer, Footloose) contribuiscono a migliorare un giallo di non eccelsa fattura".